# Duftite
La duftite est un minéral de la famille des arséniates relativement commun, de formule CuPb(AsO4)(OH), apparenté à la conichalcite. Il est vert et forme souvent des agrégats botryoïdaux. Il est membre du groupe adélite-descloizite, série Conichalcite-Duftite. Les échantillons de duftite et de conichalcite de Tsumeb sont souvent zonés en couleur et en composition. Les analyses à la microsonde et les études par diffraction des poudres montrent une substitution importante de Zn par Cu et de Ca par Pb dans la structure duftite. Ceci indique l'existence d'une solution solide entre la conichalcite, CaCu(AsO4)(OH), l'austinite, CaZn(AsO4)(OH) et la duftite PbCu(AsO4)(OH), tous ces minéraux appartenant au groupe de l'adélite des arséniates. Il a été nommé d'après le conseiller minier G. Duft, directeur de la Otavi Mine and Railroad Company, Tsumeb, Namibie. Le topotype est la mine Tsumeb, Tsumeb, région d'Oshikoto en Namibie.

## Structure
La structure est composée de chaînes d'octaèdres distordus CuO6 à arêtes communes parallèles à l'axe c. Les chaînes sont liées par des tétraèdres AsO4 et aux atomes de Pb.

## Gîtologie
La duftite est un produit rare de gisements de minerais sulfurés altérés. Elle est associée à l'azurite au topotype, et à la bayldonite, la segnitite, l'agardite et la gartrellite dans les mines Central Cobar, Nouvelle-Galles du Sud en Australie, où des pseudomorphes de duftite par la mimétite ont également été trouvés. On la trouve en association avec l'olivénite, la mottramite, l'azurite, la malachite, la wulfénite et la calcite dans le dépôt de Tsumeb en Namibie. On la trouve avec la bayldonite, la beudantite, la mimétite et la cérusite dans la mine de Cap Garonne en France.

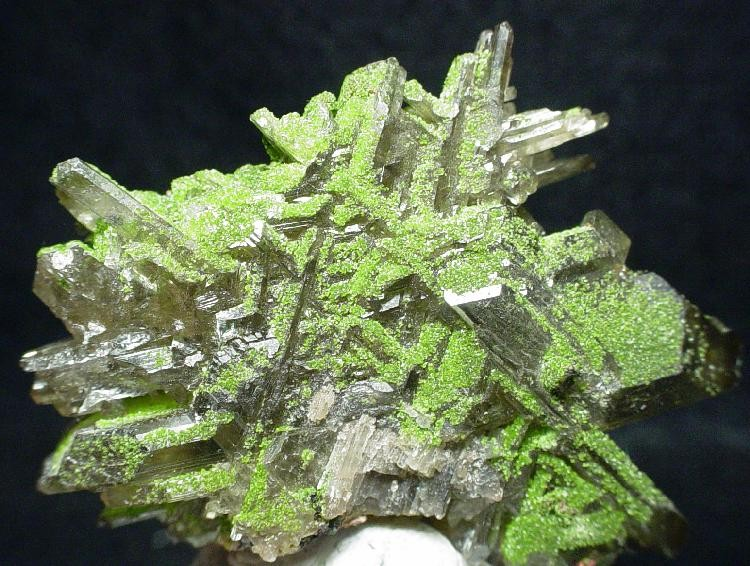
Duftite sur de la cérusite, mine de Tsumeb, Namibie. Taille : 6×5×3 cm.

## Répartition
Signalée en Argentine, Australie, Autriche, Chili, Tchéquie, France, Allemagne, Grèce, Italie, Japon, Mexique, Namibie, Pologne, Portugal, Russie, Afrique du Sud, Espagne, Suisse, Royaume-Uni, États-Unis et Zimbabwe.